# Władimir Suchow
Władimir Iwanowicz Suchow, ros. Владимир Иванович Сухов (ur. 7 sierpnia 1954) – radziecki żużlowiec, specjalizujący się w wyścigach na lodzie.
Siedmiokrotny medalista indywidualnych mistrzostw świata: złoty (1985), czterokrotnie srebrny (1981, 1984, 1986, 1987) oraz dwukrotnie brązowy (1980, 1989). Siedmiokrotny medalista drużynowych mistrzostw świata: pięciokrotnie złoty (1981, 1982, 1984, 1986, 1987), srebrny (1985) oraz brązowy (1983).
Czterokrotny medalista indywidualnych mistrzostw Związku Radzieckiego: dwukrotnie złoty (1983, 1986) oraz dwukrotnie brązowy (1980, 1990). Złoty medalista indywidualnych mistrzostw Rosji (1990).